# Alberto Tous
Alberto Tous, né le 3 août 1962 à Palma de Majorque, est un ancien joueur de tennis professionnel espagnol.

## Carrière
En 1980, il atteint la finale du tournoi de Roland-Garros junior. Il s'incline 7-6, 6-3 face à Henri Leconte.
Il a remporté le tournoi Challenger d'Agadir en 1984, du Caire et de Waiblingen en 1987 en simple, ainsi que celui de Bruxelles en 1982 et de Casablanca en 1987 en double.
Sa meilleure performance reste cependant une demi-finale à Roland-Garros en 1987 avec José López Maeso. Les deux Espagnols profitent d'un tableau relativement dégagé et remportent tous leurs matchs en deux sets. Ils s'inclinent face aux futurs vainqueurs Anders Järryd et Robert Seguso (4-6, 6-1, 5-7, 6-2, 6-3). En simple, il a atteint plusieurs quarts de finale, notamment à Madrid en 1983 et à Barcelone en 1984, ainsi qu'une demi-finale à Bologne en 1985.

## Palmarès

### Finales en double messieurs
| No | Date       | Nom et lieu du tournoi               | Catégorie | Dotation | Surface      | Vainqueurs                | Partenaire   | Score    |  |
| -- | ---------- | ------------------------------------ | --------- | -------- | ------------ | ------------------------- | ------------ | -------- |  |
| 1  | 13-05-1985 | Tournoi de tennis de Madrid Madrid   |           | 80 000 $ | Terre (ext.) | Givaldo Barbosa Ivan Kley | Jorge Bardou | 7-6, 6-4 |  |
| 2  | 10-06-1985 | Tournoi de tennis de Bologne Bologne |           | 80 000 $ | Terre (ext.) | Paolo Canè Simone Colombo | Jordi Arrese | 7-5, 6-4 |  |

## Parcours dans les tournois duGrand Chelem

### En simple
| Année | Open d'Australie | Open d'Australie | Internationaux de France | Internationaux de France | Wimbledon       | Wimbledon  | US Open | US Open | Open d'Australie | Open d'Australie |
| ----- | ---------------- | ---------------- | ------------------------ | ------------------------ | --------------- | ---------- | ------- | ------- | ---------------- | ---------------- |
| 1983  | n.o.             | n.o.             | 2e tour (1/32)           | J. McEnroe               | 1er tour (1/64) | B. Drewett | —       | —       | —                | —                |
| 1984  | n.o.             | n.o.             | 1er tour (1/64)          | M. Jaite                 | —               | —          | —       | —       | —                | —                |
| 1985  | n.o.             | n.o.             | 1er tour (1/64)          | T. Šmíd                  | —               | —          | —       | —       | —                | —                |
| 1988  | —                | —                | 2e tour (1/32)           | S. Živojinović           | —               | —          | —       | —       | n.o.             | n.o.             |
| 1989  | —                | —                | 2e tour (1/32)           | C.-U. Steeb              | —               | —          | —       | —       | n.o.             | n.o.             |

N.B. : à droite du résultat se trouve le nom de l'ultime adversaire.

### En double
| Année | Open d'Australie | Open d'Australie | Internationaux de France       | Internationaux de France | Wimbledon | Wimbledon | US Open | US Open | Open d'Australie | Open d'Australie |
| ----- | ---------------- | ---------------- | ------------------------------ | ------------------------ | --------- | --------- | ------- | ------- | ---------------- | ---------------- |
| 1983  | n.o.             | n.o.             | 1er tour (1/32) D. Keretić     | J. Fillol P. Rebolledo   | —         | —         | —       | —       | —                | —                |
| 1985  | n.o.             | n.o.             | 1er tour (1/32) D. de Miguel   | M. Edmondson K. Warwick  | —         | —         | —       | —       | —                | —                |
| 1987  | —                | —                | 1/2 finale J. López Maeso      | A. Järryd R. Seguso      | —         | —         | —       | —       | n.o.             | n.o.             |
| 1988  | —                | —                | 1er tour (1/32) J. López Maeso | D. Cassidy M. Purcell    | —         | —         | —       | —       | n.o.             | n.o.             |

N.B. : le nom du ou de la partenaire se trouve sous le résultat ; le nom des ultimes adversaires se trouve à droite.